# 褐色镰毛鳞虫
褐色镰毛鳞虫（学名：Sthenelais fusca）为锡鳞虫科镰毛鳞虫属的动物。分布于美国、日本，包括黄海等海域。